# Myripristinae
Myripristinae — підродина бериксоподібних риб родини голоцентрових (Holocentridae). Це нічні хижаки, які вдень ховаються у печерах та тріщинах. Риби поширені у тропічних морях.
Інша назва —  риби-солдати.

## Роди
- Corniger
- Myripristis
- Ostichthys
- Plectrypops
- Pristilepis